# 203 Pompeja
Pompeja (asteroide 203) é um asteroide da cintura principal com um diâmetro de 116,25 quilómetros, a 2,57077338 UA. Possui uma excentricidade de 0,06076234 e um período orbital de 1 653,96 dias (4,53 anos).
Pompeja tem uma velocidade orbital média de 18,00315403 km/s e uma inclinação de 3,18406212º.
Este asteroide foi descoberto em 25 de Setembro de 1879 por Christian Peters.
Este asteroide recebeu este nome em homenagem à antiga cidade de Pompeia, que foi totalmente destruída pelo vulcão Vesúvio na Itália.